# Esperanza Pérez Labrador
Esperanza Catalina Pérez de Labrador (1922 – 13 tháng 11 năm 2011) là một nhà hoạt động nhân quyền người Argentina gốc Cuba và là thành viên hàng đầu của Tổ chức những bà mẹ ở Plaza de Mayo. Labrador bắt đầu cuộc vận động sau khi chồng cô, Victor Labrador, và con trai của cô, Palmiro, 28 tuổi, bị giết trong Chiến tranh bẩn thỉu trong những năm 1970. Một người con trai khác, Miguel, đã biến mất và không bao giờ gặp lại.
Esperanza Pérez Labrador được sinh ra ở Camagüey, Cuba, có cha mẹ là người Tây Ban Nha. Mẹ cô đã chết trong khi sinh và cha cô, không đủ khả năng chăm sóc cô nên đã giao cô cho một gia đình Cuba họ Mestrils. Bất chấp sự phản đối của nhà Mestril và Esperanza Pérez, ông đã giành lại quyền nuôi con 7 năm sau đó. Cô cùng cha chuyển đến Tây Ban Nha và sau đó di cư sang Argentina vào năm 1950. Cô kết hôn với một người chồng Tây Ban Nha, Víctor Labrador.
Miguel Ángel Labrador, con trai út 25 tuổi của cô, rời nhà vào ngày 13 tháng 9 năm 1976, bắt đầu tham gia Chiến tranh bẩn thỉu, và không bao giờ gặp lại. Chỉ hai tháng sau, chồng của Labrador, Víctor, con trai 28 tuổi của họ, Palmiro Labrador, và bạn của anh ta, Edith Graciela Koatz, đã bị giết vào ngày 10 tháng 11 năm 1976.
Dù đau đớn nhưng cô quyết tâm tìm hiểu chuyện gì đã xảy ra với gia đình mình, Esperanza Perez Labrador đã tổ chức một buổi cầu nguyện bên ngoài trụ sở của Tướng Leopoldo Galtieri, người chỉ huy được chính phủ bảo trợ. Tại một thời điểm, Labrador chộp lấy đồng phục của Galtieri và công khai hét lên "Asesino, gã tội phạm!".
Esperanza Pérez Labrador chuyển đến Madrid, Tây Ban Nha, nơi cô sống cùng con gái Manoli. Bà mất tại Madrid vào ngày 13 tháng 11 năm 2011, ở tuổi 89.